# Upogebia casis
Upogebia casis är en kräftdjursart som beskrevs av Williams 1993. Upogebia casis ingår i släktet Upogebia och familjen Upogebiidae. Inga underarter finns listade i Catalogue of Life.